# Bitva u Čemulpcha
Námořní bitva u Čemulpcha byla jedním z prvních střetnutí ruského carského a japonského císařského námořnictva v té době ještě nevyhlášené rusko-japonské válce. Proběhla 9. února 1904 u korejského pobřeží poblíž tehdejšího Čemulpcha (dnešní Inčchon). Japonské loďstvo, které bylo ve výrazné přesile, těžce poškodilo ruský křižník Varjag, který nakonec po návratu do přístavu poslala ke dnu vlastní posádka.

## Předcházející události
V 19. století expandovali Rusové na Dálný východ a Japonci jen velice nelibě nesli jejich ambice v jižním Mandžusku a severní Koreji. Ruské diplomacii se v roce 1898 podařilo Čínskému císařství vnutit 25letý pronájem poloostrova Liao-tung se strategickým přístavem Port Arthur na jeho jihu. Tichomořská flota získala nezamrzající přístav a výchozí bod pro kontrolu nad Žlutým mořem, Korejským zálivem a částí čínského pobřeží. Poslední kapkou bylo pro Japonce ruské rozhodnutí, že budovaná Transsibiřská magistrála povede přes jižní Mandžusko a Port Arthur bude na ni přímo napojen.
V červnu 1903 začala diplomatická jednání mezi oběma zeměmi, ale carští diplomaté rozhovory úmyslně zdržovali. Po dalším neúspěšném jednání v říjnu 1903 se Japonci začali připravovat na válku, zatímco ruská vláda předpokládala, že protivník pouze blafuje. Dne 6. února 1904 došlo k přerušení diplomatických styků mezi Japonskem a Ruskem. Strategické plány Japonců počítaly s rychlou eliminací ruských válečných lodí v oblasti a následným bezpečným vyloděním pozemních jednotek v Koreji, odkud by postupovaly na pevnost v Port Arthuru. Nakonec bylo rozhodnuto o preventivním útoku na carské námořnictvo (bez oficiálního vyhlášení války) v Port Arthuru a v Čemulpchu.

## Bitva

### Předvečer bitvy

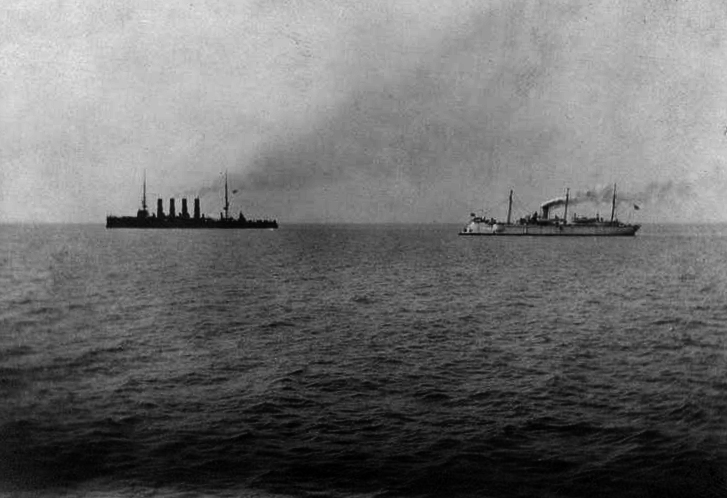
Varjag vlevo a Korejec vyplouvají do bitvy

Přístav v Čemulpchu byl v roce 1904 strategickým mezinárodním přístavem, kde kotvilo mnoho válečných lodí různých států. Na začátku února 1904 se v přístavu nacházely tři ruské lodě, chráněný křižník Varjag, dělový člun Korejec a transportní loď Sungari, dále zde kotvil japonský chráněný křižník Čijoda, britský chráněný křižník HMS Talbot, francouzský Pascal, italská Elba a americký dělový člun USS Vicksburg. Z pohledu soupeřících stran se jednalo o neutrální přístav, kde podle mezinárodního práva nesmělo dojít k žádným vojenským akcím.
Večer 7. února 1904 vyplula Čijoda pod rouškou noci z přístavu a zůstala stát na volném moři. Rusové pojali podezření, že se Japonci chystají k útoku. Druhý den, tj. 8. února, odpoledne byl vyslán Korejec s hlášením do Port Arthuru. Avšak hned na začátku plavby narazil na japonský invazní svaz, který tvořily transportní lodě se 4 tisíci vojáky, doprovázené pancéřovým křižníkem Asama a chráněnými křižníky Takačiho, Akaši, Niitaka a několika torpédovkami. Námořníci na Korejci se zalekli japonské přesily a otočili loď zpátky do přístavu. Při ústupu Korejce došlo k prvním výstřelům ještě nevyhlášené války. Rusové nakonec bezpečně dopluli do Čemulpcha, kde byli okamžitě obklíčeni japonským loďstvem, a mohli pouze bezmocně sledovat japonské noční vylodění.

### Bitva

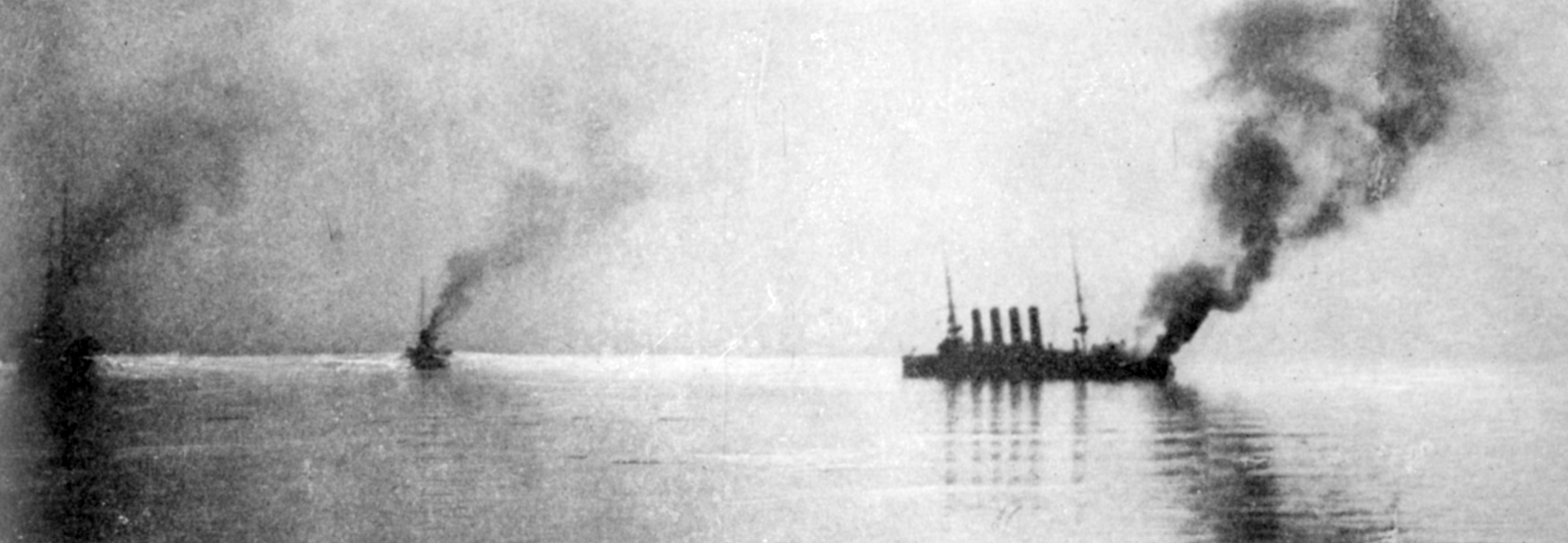
Poškozený Varjag hoří v přístavu

V noci 8. února poslal japonský viceadmirál baron Sotokiči Urjú memorandum všem kapitánům kotvících lodí, ve kterém oznámil svůj plán útoku na ruská plavidla, pokud do poledne 9. února neopustí přístav, a požádal o překotvení všech neutrálních lodí mimo oblast budoucích bojů. Přestože měla japonská eskadra drtivou převahu, rozhodl se velitel lodi kapitán Rudněv vyplout jim vstříc a podstoupit předem prohraný boj. Nepohnuly s ním ani rady ostatních kapitánů, kteří ho nabádali ke kapitulaci.
Ruské lodě Varjag a Korejec vypluly z přístavu 9. února 1904 v jedenáct hodin 20 minut za zdravení posádek britské a italské lodě. Na italském křižníku Elba dokonce zahráli odplouvajícím lodím ruskou hymnu. V 11:45 zahájil Varjag palbu na japonskou eskadru, která ji opětovala. Po dvanácté hodině dostal Varjag vážný zásah do trupu, při kterém došlo k poškození pohonu. Rusové se pokusili dostat loď mimo dostřel Japonců a opravit ji, plavidlo ale zasáhlo několik dalších střel, čímž se ocitlo bez funkčních děl. Kapitán Rudněv rozhodl o návratu lodí zpátky do přístavu. Celá bitva trvala kolem 20 minut. Japonci ruské lodě dále nepronásledovali, protože hrozilo, že při střelbě zasáhnou některou z neutrálních lodí kotvících v přístavišti. Vážně poškozený Varjag se s Korejcem vrátili do přístavu v 13:15.
V bezvýsledné situaci nařídil kapitán Rudněv posádkám lodí, aby připravili jejich potopení. Ve čtyři hodiny šel ke dnu dělový člun Korejec, který jinak v bitvě neutrpěl žádné větší škody. Jeho posádka vyhodila do povětří sklad se střeleným prachem, což způsobilo velký výbuch. Střepiny z lodi ohrozily okolní lodě, a tak ostatní kapitáni naléhali na Rudněva, aby Varjag z bezpečnostních důvodů neničil podobným způsobem. Proto v šest hodin posádka otevřela Kingstonovy ventily na Varjagu, kterými do lodi začala proudit voda, a křižník se následně převrhl a potopil.

## Následné události

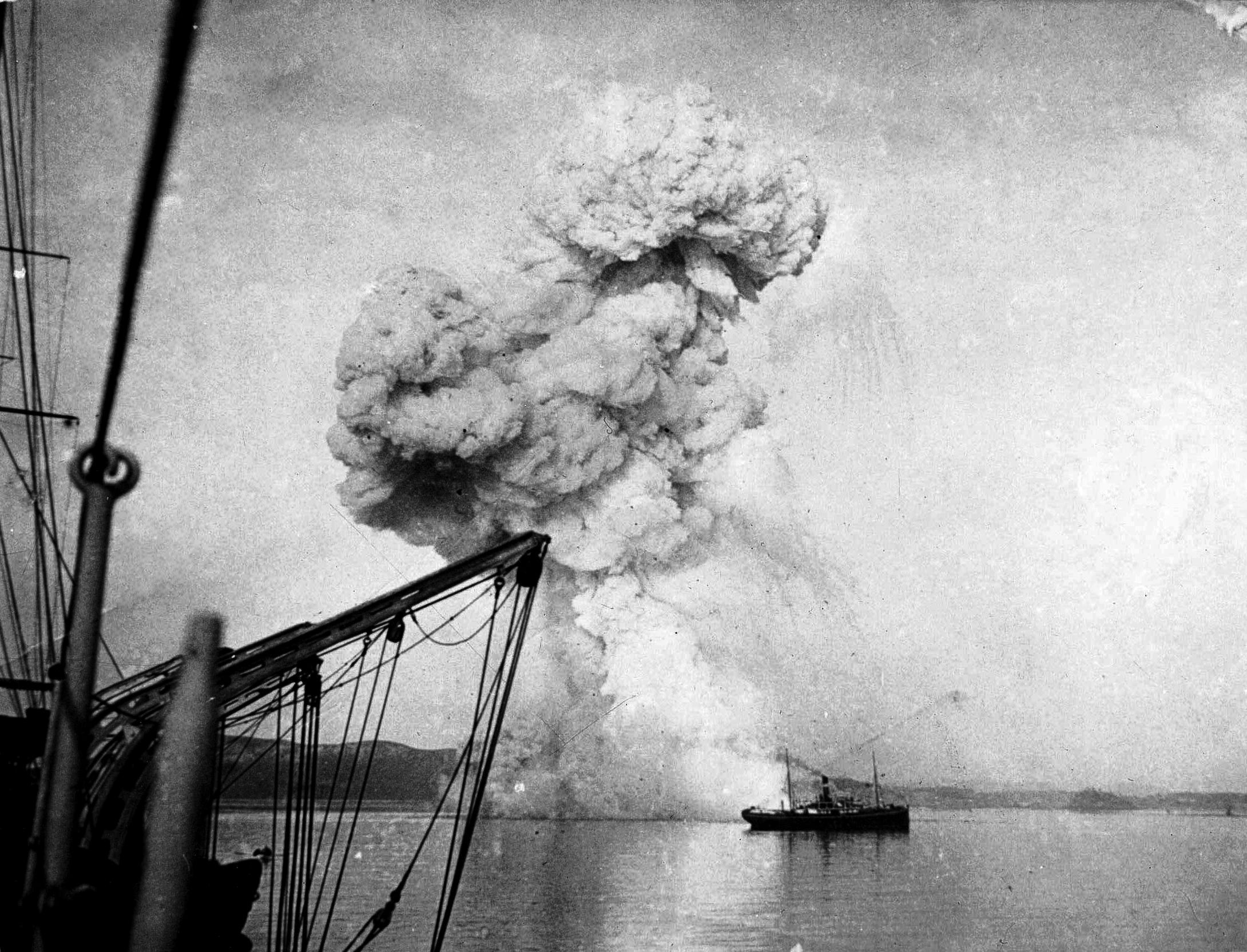
Odpálení Korejce na rejdě přístavu

Bitva skončila jasným japonským vítězstvím. Rusové ztratili obě vojenské lodě a po bitvě ještě zapálili transportní loď Sungari, aby nepadla do japonských rukou. Lidské ztráty na Varjagu činily 34 padlých a 62 raněných z celkového počtu 580 mužů na palubě. Zbytek ruských námořníků musel slíbit, že se nebude dále účastnit vojenských akcí proti Japonsku, a následně byl poslán na neutrálních lodích zpátky do Ruska.
Doma je čekalo velice vřelé přivítání. Ruská vláda využila situace a pokusila se v očích veřejnosti napravit zpackaný začátek války. V Oděse, Sevastopolu a Petrohradu se konala slavnostní setkání s účastníky bitvy a všichni námořníci do jednoho byli vyznamenáni. Bitva měla široký ohlas v ruské kultuře, pronikla do několika lidových písní, v roce 1946 o ní byl natočen celovečerní film. Ještě v roce 1954, tedy přesně 50 let po bitvě, získali přeživší účastníci medaili Za odvahu.
Ve stejný den, kdy proběhla bitva u Čemulpcha, zaútočili Japonci i na ruskou flotu kotvící v Port Arthuru. Ačkoliv nedokázali žádnou loď potopit, podařilo se jim výrazně poškodit bitevní lodě Retvizan a Cesarevič. Od té doby byla iniciativa na moři v japonských rukou a ruské lodě jen pasivně vyčkávaly v přístavu.
Po válce byl vrak Varjagu vyzvednut, opraven a od roku 1907 složil pod jménem Sója v japonském námořnictvu. Během první světové války pak navrátili Japonci několik lodí zpátky ruskému námořnictvu, a tak se plavidlo v roce 1916 navrátilo do Ruska a bylo znovu pojmenováno Varjag. 

## Galerie

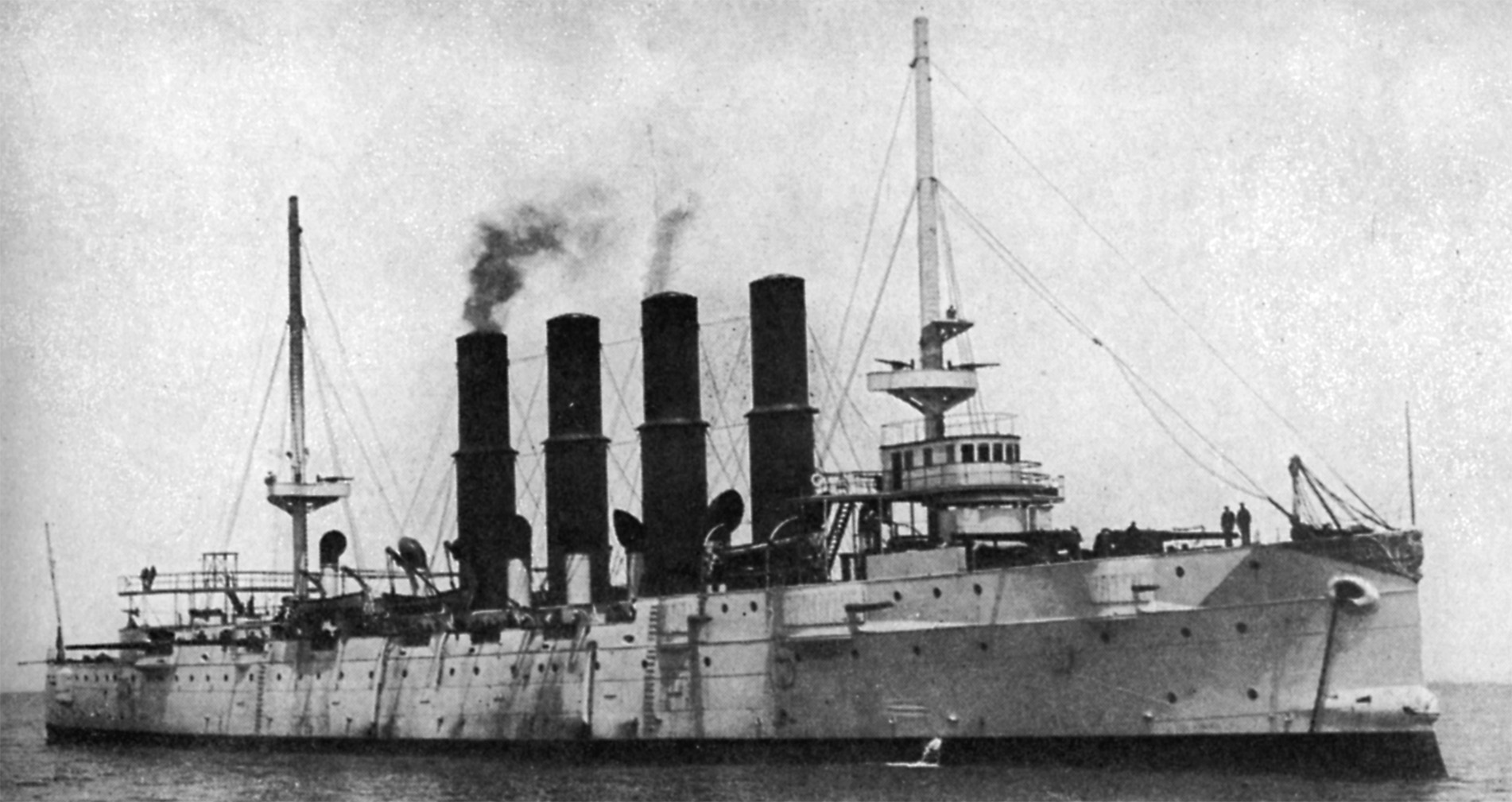
Chráněný křižník Varjag
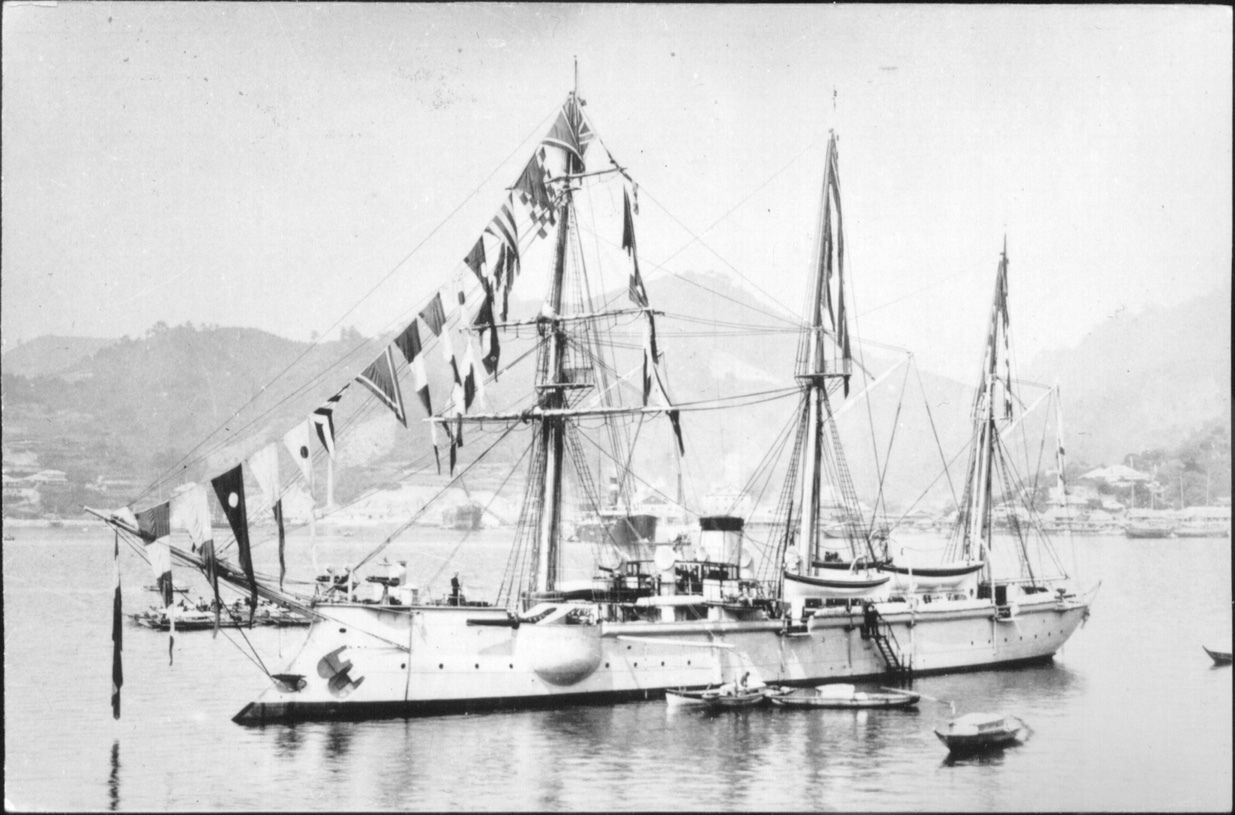
Dělový člun Korejec
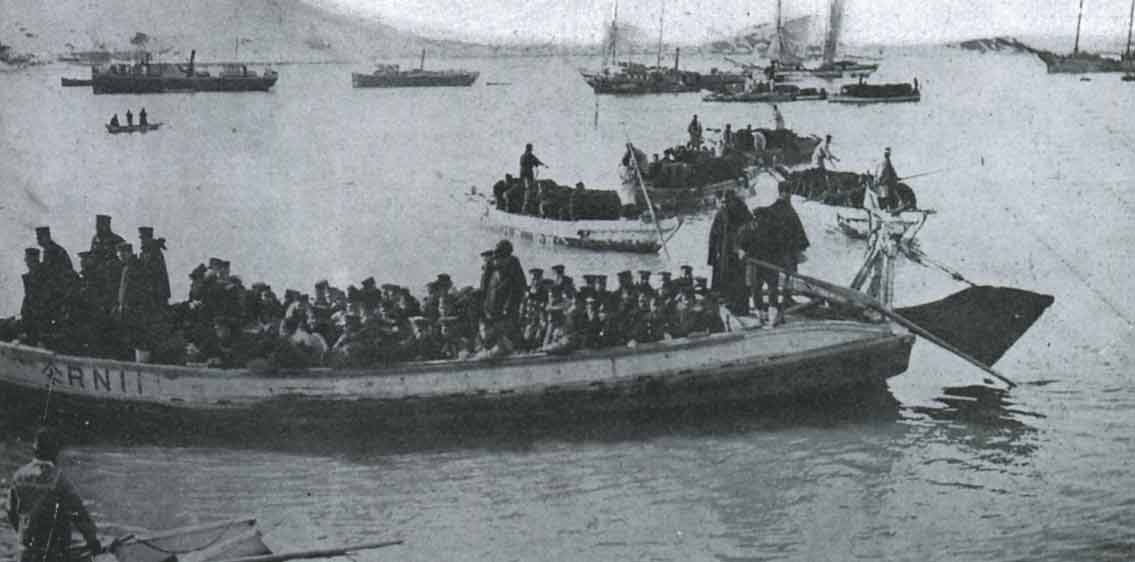
Japonské jednotky vyloďující se u Čemulpcha
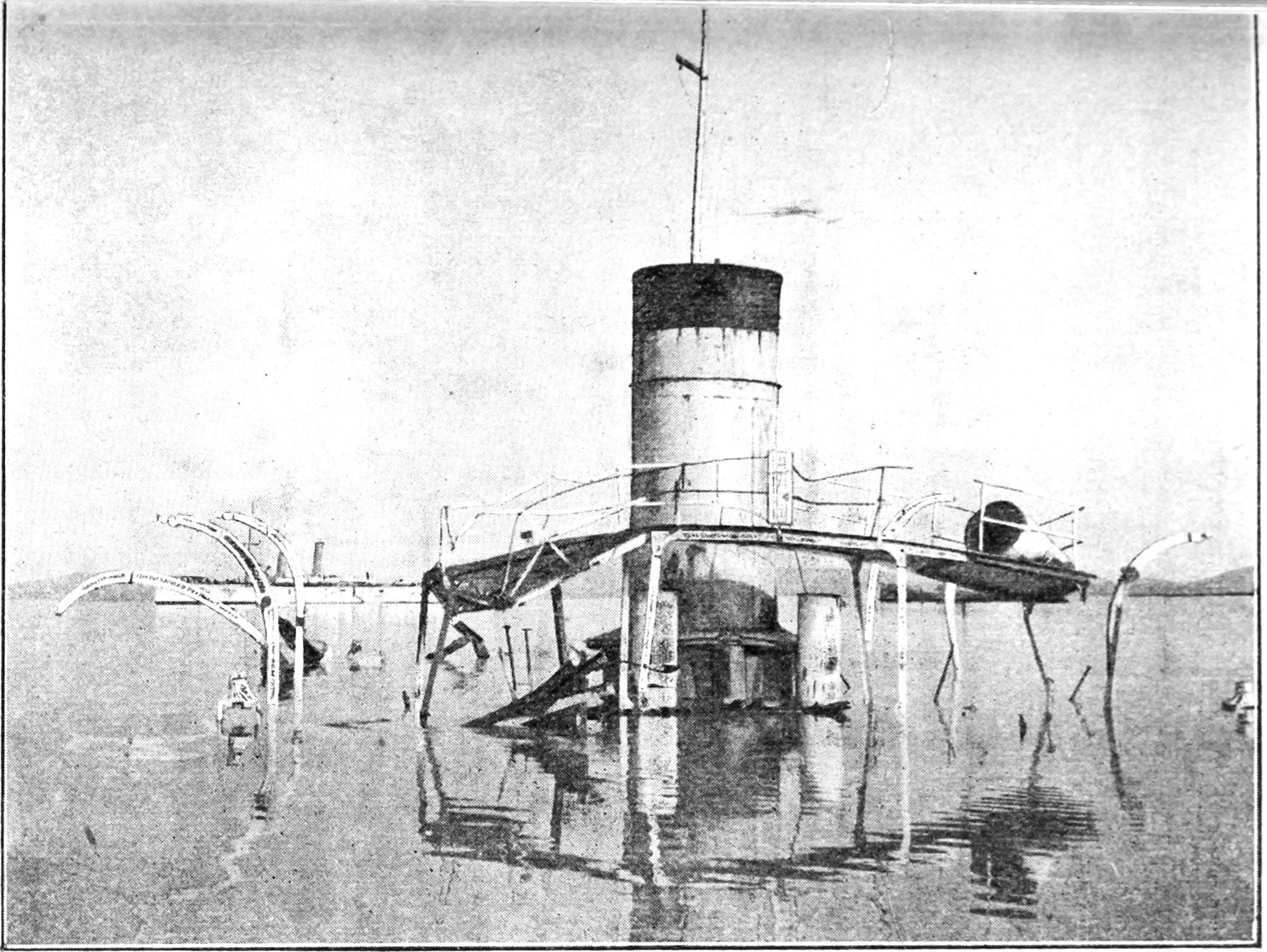
Vrak Korejce po jeho potopení
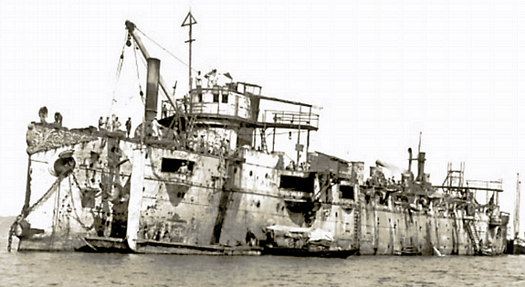
Vrak Varjagu po jeho vyzvednutí
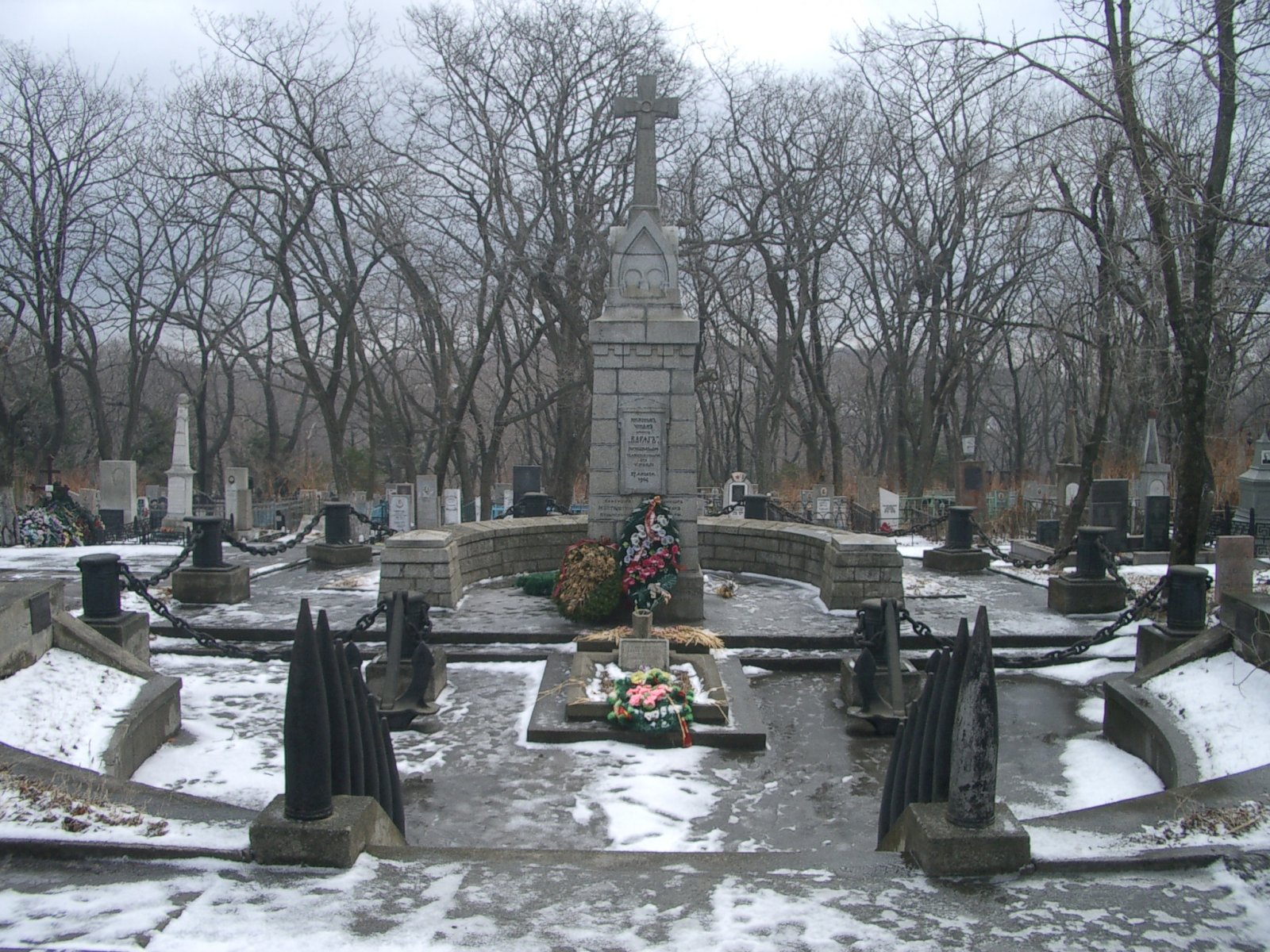
Památník padlým ruským námořníkům ve Vladivostoku

## Obraz v kultuře
- Battle of Chemulpo Bay – americký film z roku 1904